# The Ark
The Ark je švedska rockovska skupina, ki je bila ustanovljena leta 1991 v bližini švedskega mesta Växjö. Člani skupine so Lars „Leari“ Ljungberg, Mikael Jepson, Martin Olsson in Ola Svensson (kasneje je priimek spremenil v Salo). Leta 1997 se je skupini pridružil še Martin Axén, Sylvester Schlegel pa leta 1999. Na koncu leta 2006 je uradni član skupine postal tudi Jens Andersson, ki pa je skupino že več let spremljal na koncertih.
Besedila, ki jih prepevajo, so nemalokrat kontroverzna. Pesem Father of a son govori na primer o pravici istospolnih partnerjev do otrok.
Skupina je leta 2007 zmagala na švedskem nacionalnem izboru za Evrovizijo in predstavljala Švedsko na Pesmi Evrovizije 2007 v Helsinkih. S pesmijo The worrying kind, ki jo je napisal Ola Salo, je zasedla 18. mesto.

## Diskografija

### Albumi
- 1996 – The Ark (EP)
- 2000 – We Are The Ark
- 2002 – In Lust We Trust
- 2004 – State Of The Ark
- 2007 – Prayer For The Weekend

### Zvočna sled
- 2006 – Shortbus